# Дубровкин, Роман Михайлович
Роман Михайлович Дубровкин (род. 26 июля 1953, Уфа) — швейцарский переводчик и литературовед российского происхождения.

## Биография
Родился в семье учителей. Отец — Михаил Львович (Мейлах Лейбович) Дубровкин (1922—1988) — в прошлом офицер Северного флота, кавалер многих орденов и медалей; в годы Второй мировой войны готовил к вылету самолёты З. А. Сорокина. Мать — Суслова (урожд. Хвенкина) Гита Львовна (Гита Лейвиковна) — учительница физики. Брат — Дубровкин Иосиф Михайлович (род. 1946) — советский и израильский ученый, специалист по спектральному анализу.
В 1975 г. окончил переводческий факультет Горьковского педагогического института иностранных языков (ныне — Нижегородский государственный лингвистический университет имени Н. А. Добролюбова). Преподавал английский язык в московских школах. Член Профкома литераторов и затем Московского отделения Союза писателей СССР. Защитил диссертацию в Женевском университете, где преподавал перевод до 2018 года.

## Творчество
Дебютировал в 1977 г. переводами, опубликованными в поэтических томах Библиотеки всемирной литературы. Был рано замечен ведущими мастерами поэтического перевода — М. Ваксмахером, В. Левиком и Л. Гинзбургом. Сам Дубровкин считает себя прямым последователем А. Штейнберга, о котором опубликовал мемуарный очерк. Публиковал переводы с английского, французского, немецкого, итальянского, новогреческого — переводил Э. По, Г. Лонгфелло, Р. Киплинга, У. Б. Йейтса, Р. Фроста, П. Ронсара, В. Гюго, А. Рембо, Э. Верхарна, К. Брентано, Ф. Петрарку, Т. Тассо, Микеланджело, К. Кавафиса, Й. Сефериса, Я. Рицоса и многих других поэтов. Почти полностью перевёл поэтическое наследие Стефана Малларме, издал в своих переводах книгу Поля Валери (М., 1992). Большое внимание уделял литературам стран Африки и Канады. Составитель антологии «Итальянская поэзия в русских переводах» (М., 1992), автор монографии «Стефан Малларме и Россия» (Берн, 1998) и ряда статей, посвящённых русско-французским литературным связям. Крупнейшая работа — перевод поэмы Торквато Тассо «Освобождённый Иерусалим» (пять изданий: 2020—2024). Лауреат премии «Мастер» (2014).
Творчество Дубровкина было высоко оценено критикой:
Роман Дубровкин не нуждается в представлении, каждый, кто внимательно читал французскую или английскую поэзию на русском языке, должен помнить его имя. Он является одним из самых талантливых представителей русской школы перевода, которых сейчас осталось совсем немного. Его переводы из французской, английской, американской, итальянской, немецкой классики всегда отличаются если не математической, то, духовной, эстетической верностью оригиналу; благодаря его искусству, по-русски действительно «состоялись» многие стихотворные шедевры европейской поэзии. Точность, изысканность, неуловимая легкость — все приметы мастерства присутствуют в его работе. (…) И еще одно доказательство того, что не бывает «мертвых поэтов» — хороший переводчик, это, прежде всего, идеальный читатель, способный пересказать прочитанное на своем языке, так, чтобы оно, принадлежа одновременно и прошлому и настоящему, было подлинным и живым.Арина Кузнецова. Обломки мачт / Генри Лонгфелло. Перевод с англ. Р. Дубровкина. — М., СПб.: «Летний сад», 2002..

### Книги
- Дубровкин Р. Стефан Малларме и Россия. Bern: Peter Lang, 1998. 565 p.
- Рене Гиль — Валерий Брюсов. Переписка. 1904—1915. Составление, подготовка текста, вступительная статья, примечания Р. Дубровкина; перевод с французского Р. Дубровкина, И. Григорьевой, Е. Смагиной-Варон; подготовка французского текста П.-И. Мюллер. СПб., Академический проект, 2005. 512 с. (Современная западная русистика).
- Дубровкин Р. Отец великого Торквато. Бернардо Тассо. М.: Водолей, 2024. ISBN 978-5-91763-614-6

### Переводы, опубликованные отдельными книгами
- Полин Джонсон. Затерянный остров и другие истории. М., Детская литература, 1988 (перевод поэтического раздела).
- Валери П. Избранные стихотворения.М.: Русский путь, 1992.
- Перси Биши Шелли. Стихотворения. М.-СПб.: Летний сад, 2001.
- Альбер Самен. Версаль. М.-СПб.: Летний сад, 2001.
- Генри Лонгфелло. Обломки мачт. М.-СПб.: Летний сад, 2002.
- Пьер Ронсар. Сонеты. Элегии. Оды. М.-СПб.: Летний сад, 2004.
- Фавн перед зеркалом. Стихотворения «младших» французских символистов. М.: Русский импульс, 2008.
- Стефан Малларме. Стихотворения. М.: Текст, 2012.
- Французский сонет. М.: Текст, 2017.
- Торквато Тассо. Освобождённый Иерусалим. СПб.: Издательство Ивана Лимбаха, 2020.
- Французская лира. Поэты Франции, Бельгии и Квебека. М.: Водолей, 2021.
- Торквато Тассо. Освобожденный Иерусалим (изд. второе, испр.). М.: Водолей, 2022.
- Леда и лебедь. Английские, ирландские и американские поэты. СПб.: Издательство Ивана Лимбаха, 2022.
- Изабелла ди Морра. Канцоньере. М.: Водолей, 2022.
- Торквато Тассо. Освобожденный Иерусалим (изд. третье, испр.). М.: Водолей, 2023.
- Торквато Тассо. Освобожденный Иерусалим. СПб.: Азбука, М.: Иностранка, 2024 г.

### Составление и переводы
- Составление, перевод основного раздела, комментарии в кн: С. Малларме. Сочинения в стихах и прозе. М.: Радуга, 1995.
- Составление, предисловие и послесловие, около 100 переводов поэтов XIII—XIX веков в кн.: Итальянская поэзия в русских переводах. М.: Радуга, 1992.
- Составление (совместно с И. Кузнецовой) антологий «Из современной канадской поэзии» (М.: Прогресс, 1981) и «Современная канадская проза» (М. Радуга, 1986).